# Pochazoides exul
Pochazoides exul är en insektsart som beskrevs av Melichar 1898. Pochazoides exul ingår i släktet Pochazoides och familjen Ricaniidae. Inga underarter finns listade i Catalogue of Life.